# Dodelijke mist in de Maasvallei
De dodelijke mist was een verschijnsel dat zich in december 1930 voordeed in de Maasvallei nabij Luik. Meer precies ontwikkelde zich bij Engis een dichte mist die zich binnen vier dagen uitstrekte van Engis naar Jemeppe-sur-Meuse. Soortgelijke verschijnselen hadden zich al voorgedaan in 1897, 1902 en 1911. De ramp van 1930 kostte 67 mensen het leven.
Door de Belgische regering werd aanvankelijk als verklaring gegeven dat er hier sprake was van koude mist, geruchten negerend dat het hier zou gaan om ontsnapte oorlogsgassen, die Duitse troepen tijdens hun terugtrekking aan het einde van de Eerste Wereldoorlog op Belgisch grondgebied zouden hebben begraven. De Belgische koningin Elisabeth was meteen na de ramp ter plaatse en eiste een grondiger onderzoek.
Het onderzoek werd geleid door de Luikse patholoog Jacques Firket. Zijn onderzoekscommissie bestond uit artsen, meteorologen, toxicologen en scheikundigen. In 1931 kwam men tot de conclusie dat de ramp veroorzaakt was door een massale uitstoot van fijn stof als gevolg van de verbranding van sterk zwavelhoudend steenkool door de plaatselijke industrie. Feitelijk was dit de eerste wetenschappelijke beschrijving van het verschijnsel smog. Later onderzoek heeft aannemelijk gemaakt dat de dood van de slachtoffers was veroorzaakt door acute fluorvergiftiging,  afkomstig van fabrieken in de buurt.
Om de herinnering levend te houden werd bij de herdenking in 2000 in Engis een kunstwerk van Paul Vandersleyen onthuld.